# Йолтухівський Михайло Володимирович
Йолтухівський Михайло Володимирович (12 лютого 1953 р., с. Явтухи, Деражнянський р-н, Хмельницька обл.) — доктор медичних наук, професор, завідувач кафедри нормальної фізіології Вінницького національного медичного університету ім. М. І. Пирогова, заслужений працівник освіти України (2016).

## Життєпис
У 1968 р. закінчив Явтуську восьмирічну школу з похвальною грамотою та вступив на І курс Кам'янець-Подільського медичного училища. У лютому 1972 р. отримав дипломом із відзнакою, працював фельдшером амбулаторії дільничної лікарні в селі Слобідка-Шелехівська Деражнянського району Хмельницької області.
У вересні 1972 р. став студентом педіатричного факультету Вінницького медичного інституту ім. М. І. Пирогова, який закінчив з відзнакою у 1978 р. й був рекомендований вченою радою на наукову роботу.
Весь трудовий шлях Михайла Володимировича пов'язаний з кафедрою нормальної фізіології Вінницького національного медичного університету ім. М. І. Пирогова: 1978—1980 рр. — старший лаборант, 1980—1983 рр. — аспірант, 1983—1991 рр. — асистент, 1991—1992 рр. — старший викладач, 1992—2001 рр. — доцент, 2001—2015 рр. — професор кафедри нормальної фізіології, з 2015 р. до т. ч. завідувач кафедри нормальної фізіології.
У 1984 р. захистив кандидатську дисертацію «Электрофизиологический анализ влияния гипоталамуса на кору мозжечка» в Інституті фізіології ім. Л. А. Орбелі Вірменської РСР.
У 1999 р. захистив докторську дисертацію «Латеральний гіпоталамус і префронтальна кора в організації довільних рухів» в Донецькому державному медичному університеті ім. М. Горького.
У 2003—2020 роках входив до складу спеціалізованої Вченої ради Д 05.600.02 Вінницького національного медичного університету ім. М. І. Пирогова. Заступник голови комісії з фізіології Центру тестування МОЗ України. Був експертом Державної акредитаційної комісії Департаменту атестації кадрів МОН України (2011—2016), членом Науково-методичної комісії з довузівської та базової підготовки іноземних громадян МОН України (2013—2015).
Нагороджений Почесними грамотами Вінницької обласної державної адміністрації та обласної Ради (2005, 2018), двічі нагороджений грамотами Міністерства охорони здоров'я України, Міністерства освіти України (1996, 2006), знаком Міністерства освіти України «Відмінник освіти України» (1999), пам'ятною медаллю Українського державного центру міжнародної освіти Міністерства освіти і науки, молоді та спорту України «За досягнення в галузі міжнародної освіти» (2012). Указом Президента присвоєно почесне звання «Заслужений працівник освіти України» (2016).